# フンチェシュティ県
フンチェシュティ県は、モルドバ中西部の県。県都はフンチェシュティ。
2012年の人口は12万1600人だった。

## 歴史
4〜3万年前の石器時代から人が住んでいた。

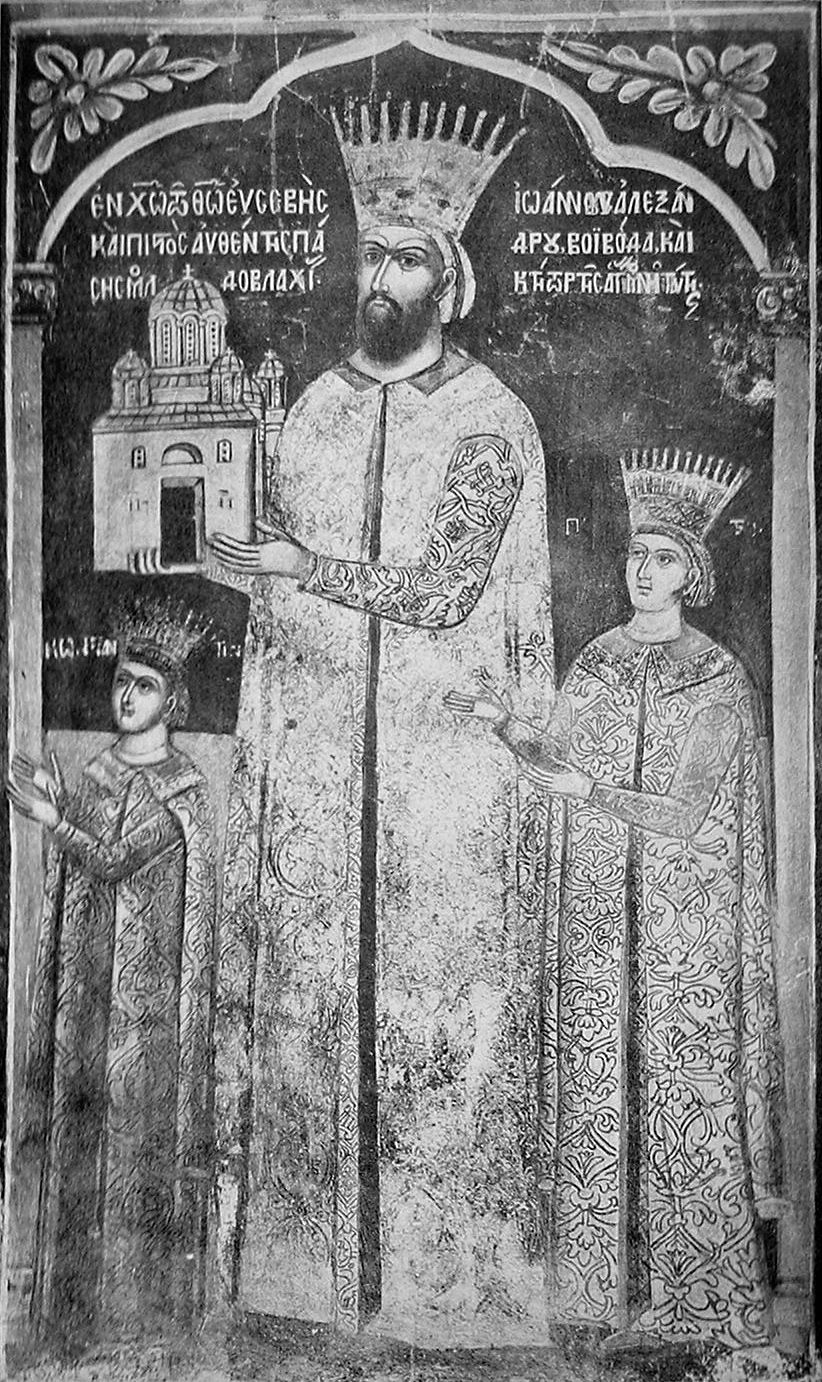
アレクサンドル・ラプスネアヌ(モルダビア公国のラプスナ生まれ)(在位：1552年〜1561年、1564年〜1568年)

紀元前4世紀〜紀元前3世紀、ルプスナやアニナにゲタイ文化が栄え、多くの墓が造られた。
14世紀にはラプスナには貿易市場が有った。
1420年代の記録にセカレニ、レウセニ、ラプスナ、シウシウレニに人が住んでいたとある。
15世紀〜18世紀、この地域はラプスナ県の一部だった。県都はティルグル・ラプシュネイで、県知事が治めていた。ラプスナからトランシルバニアやポーランド、ポントス都市群、ドナウ川、ドブロジャ、コンスタンティノープルに道路が繋がっていた。
オスマン帝国がセタテア・アルバとキリヤを征服し、タタールがブジャクを征服した後、モルドバの南部国境はフンチェシュティ県近くまで北上した。
1812年、露土戦争 (1806年-1812年) の結果ロシア帝国はベッサラビアを獲得し、住民のロシア化を進めた。
1918年、ロシア革命の後にベッサラビアはルーマニアに割譲された。この地域はラプスナ郡に編入された。
1940年、独ソ不可侵条約によってベッサラビアはソ連に占領された。
1991年、モルドバの独立によってこの地域はラプスナ郡の一部になった。
2003年、フンチェシュティ県が設置された。

## 地理
フンチェシュティ県はモルドバ中西部に位置する。北から時計回りに
- ストラセニ県（英語版）
- クリウレニ県（英語版）
- ヤロベニ県（英語版）
- チミシリア県（英語版）
- レオバ県（英語版）
- ルーマニア
- ニスポレニ県（英語版）

に接する。ルーマニアとの間にはプルト川が流れる。標高は100〜350mである。
- コドゥル（英語版）（森の丘）
- ステップ
- プルト川のステップ

の3種類の地形に分かれる。

## 気候
- 大陸性で穏やか
- 年間平均気温：10℃
- 1月の平均気温：-4℃
- 最低気温：-30〜-32℃
- 7月の平均気温：22℃
- 最高気温：39〜40℃
- 年間平均降水量：500〜650mm

## 居住形態
13.9%が都市に住む。

## 民族
| 民族                   | 人口    | %*     |
| ---------------------- | ------- | ------ |
| モルドバ人ルーマニア人 | 111,235 | 92.88% |
| ウクライナ人           | 6,218   | 5.19%  |
| ロシア人               | 1,463   | 1.22%  |
| ロマ                   | 291     | 0.24%  |
| ブルガリア人           | 212     | 0.18%  |
| ガガウズ人             | 100     | 0.08%  |
| その他                 | 244     | 0.20%  |

## 宗教
- キリスト教 – 98.6%
  - 東方正教会 – 95.3%
  - プロテスタント – 3.3%
- その他 – 0.9%
- 無宗教 – 0.5%

## 政治
2010年11月28日のモルドバ共和国議会選挙の結果
- 第1党：モルドバ自由民主党：51.1%
- 第2党：モルドバ共和国共産党：23,5%
- 第3党：モルドバ民主党：13.4%

2010年の県議会選挙の結果
- 第1党：欧州統合同盟：72.2%
- 第2党：モルドバ共和国共産党：23.5%

## 観光
- ルーマニアのヴァスルイ県
- モルドバのレオヴァ県
- モルドバのフンチェシュティ県
- EU

は合同でこの地域の観光促進を行っている。

- 中世〜近世初期の教会や修道院
- マヌス・ベイ（英語版）の狩場
- マヌス・ミルザイアン荘園宮殿
- フンチェシュティ景観保護区

が人気が有る。

## その他
県の南側に位置する地域であるバドゥ・ルイ・ボダ（Vadul lui Vodă）には、ヴィラ・シカール（Vila Sicard）と呼ばれる、同国に於いて最も古いフランス建築様式の施設が在る。ヴィラ（Vila）はルーマニア語で「屋敷」を意味する。